# Андрия Мохоровичич
Андрия Мохоровичич (на хърватски: Andrija Mohorovičić) е виден хърватски геолог, сеизмолог и метеоролог, академик.

## Биография
Роден е във Волоска (днес в гр. Опатия). Умира в Загреб.
Преподавател е в средно училище в Загреб (1879 – 1880) и по метеорология в Кралското навигационно училище в гр. Бакар, Приморско-горанска жупания (1882 – 1891). От 1893 г. е приват-доцент, а от 1910 г. – професор в Загребския университет, като преподава „Геофизика“ и „Астрономия“. Член е на тогавашната Югославска академия на науките и изкуството в Загреб от 1898 г.
Директор е на Държавното управление на метеорологичната и геодинамична служба и обсерватория в Загреб (1892 – 1921).

## Граница на Мохоровичич
На 9 октомври 1909 г. Мохоровичич успява да установи, че скоростта на разпространение на напречните сеизмични вълни на около 60 км в дълбочина рязко се увеличава. Той се досеща, че това предполага навлизането им в качествено нова физична среда, която е течна и която предполага различие от строежа и свойствата на земната кора.
Това се счита за убедително доказателство за приемането на границата като разделителна линия между 2-те основни части на земното тяло. Границата е наименувана в чест на нейния откривател – Граница на Мохоровичич, известна също като Граница на Мохо, Дисконтинуитет на Мохоровичич или Дисконтинуитет на Мохо.

## Памет
В чест на Мохоровичич са наименувани редица обекти:
- кратер Мохоровичич (Crater Mohorovičić) на обратната страна на Луната;
- гимназия „А. Мохоровичич“ в Риека;
- учебен кораб „А. Мохоровичич“ на хърватските ВМС;
- астероид Мохоровичич (8422 Mohorovičić).